# Železniční stanice Lod Ganej Aviv
Železniční stanice Lod Ganej Aviv (hebrejsky: תחנת הרכבת לוד גני אביב, Tachanat ha-rakevet Lod Ganej Aviv) je železniční stanice v Izraeli. Leží na železniční trati Tel Aviv-Jeruzalém, která v tomto úseku probíhá společně s železniční tratí Tel Aviv-Beerševa, železniční tratí Tel Aviv-Rišon le-Cijon a železniční tratí Tel Aviv-Aškelon.
Leží na severním okraji města Lod a jeho čtvrti Ganej Aviv v pobřežní nížině, v nadmořské výšce cca 50 metrů. Je situována v ulici Regavim. Severně od stanice odbočuje z trati k západu vlečka do průmyslové zóny Crifin.
Stanice byla zřízena roku 2008 v rámci širších investic zaměřených na posilování a zahušťování železniční obslužnosti v centrálním Izraeli.